# Antígua e Barbuda nos Jogos Pan-Americanos de 2003
Antígua e Barbuda competiu nos Jogos Pan-Americanos de 2003 em Santo Domingo, na República Dominicana. Não conquistou nenhuma medalha.

## Ligação externa
- Site oficial dos Jogos